# Idaea therinaria
Idaea therinaria là một loài bướm đêm trong họ Geometridae.